# Metropolia Mombasa
Metropolia Mombasa – jedna z 4 metropolii kościoła rzymskokatolickiego w Kenii. Została ustanowiona 21 maja 1990.

## Diecezje
- Archidiecezja Mombasa
  - Diecezja Garissa
  - Diecezja Malindi

## Metropolici
- John Njenga (1990-2005)
- Boniface Lele (2005-2013)
- Martin Kivuva Musonde (od 2013)